# Pasta di vetro
La pasta di vetro (o pasta vitrea) è un materiale costituito dagli stessi ingredienti del vetro (il cui componente principalmente è la silice, sotto forma di quarzo ricavato da sabbia quarzifera) ma che si distingue da questo per almeno due fattori: presenta un contenuto di silice molto più alto del vetro (circa 90-95% contro il circa 65-75%) ed è cotta a una temperatura più bassa (circa 800 °C), permettendo così una fusione solamente superficiale dei suoi ingredienti.

## Storia

### Pasta di vetro nell'antichità
Le prime testimonianze archeologiche dell'utilizzo della pasta vitrea risalgono al III millennio a.C., in Mesopotamia, e si trattava di paste vetrose utilizzate come decorazione (perle di vetro e placchette da intarsio). L'uso della pasta vitrea era diffuso anche nell'Egitto faraonico almeno dal Medio Regno (2055-1790 a.C.). 
Contrariamente a quanto accade oggi, nell'antichità non esisteva una reale differenza tra il concetto di vetro e quello di pasta vitrea: i Romani, ad esempio, solevano chiamare entrambi i materiali allo stesso modo (vitrum), differenziando le diverse tipologie attraverso aggettivi o caratteristiche specifiche. Questo è dovuto al fatto che la creazione della pasta vitrea precedette quella del vetro vero e proprio; si può quindi considerare quest'ultimo come una sua sorta di "raffinazione tecnologica".

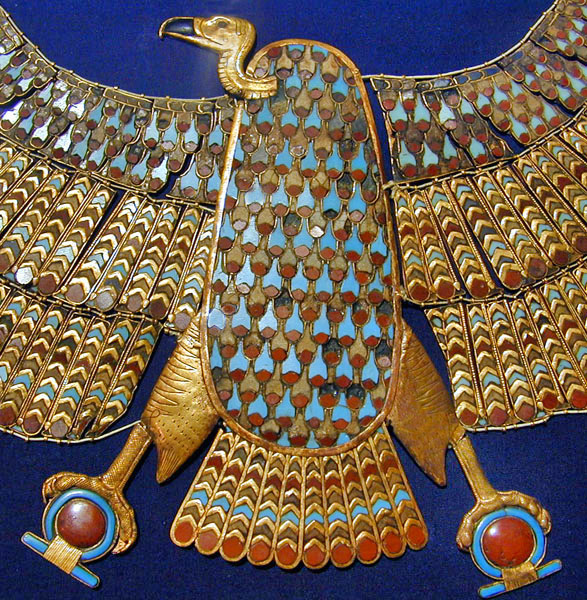
Amuleto di Tutankhamon con decorazioni in pasta di vetro.
Amuleto in pasta vitrea rossa raffigurante il dio egizio Bes. tra il 1540 e il 1076 a.C., Nuovo Regno. Museo Egizio, Torino.
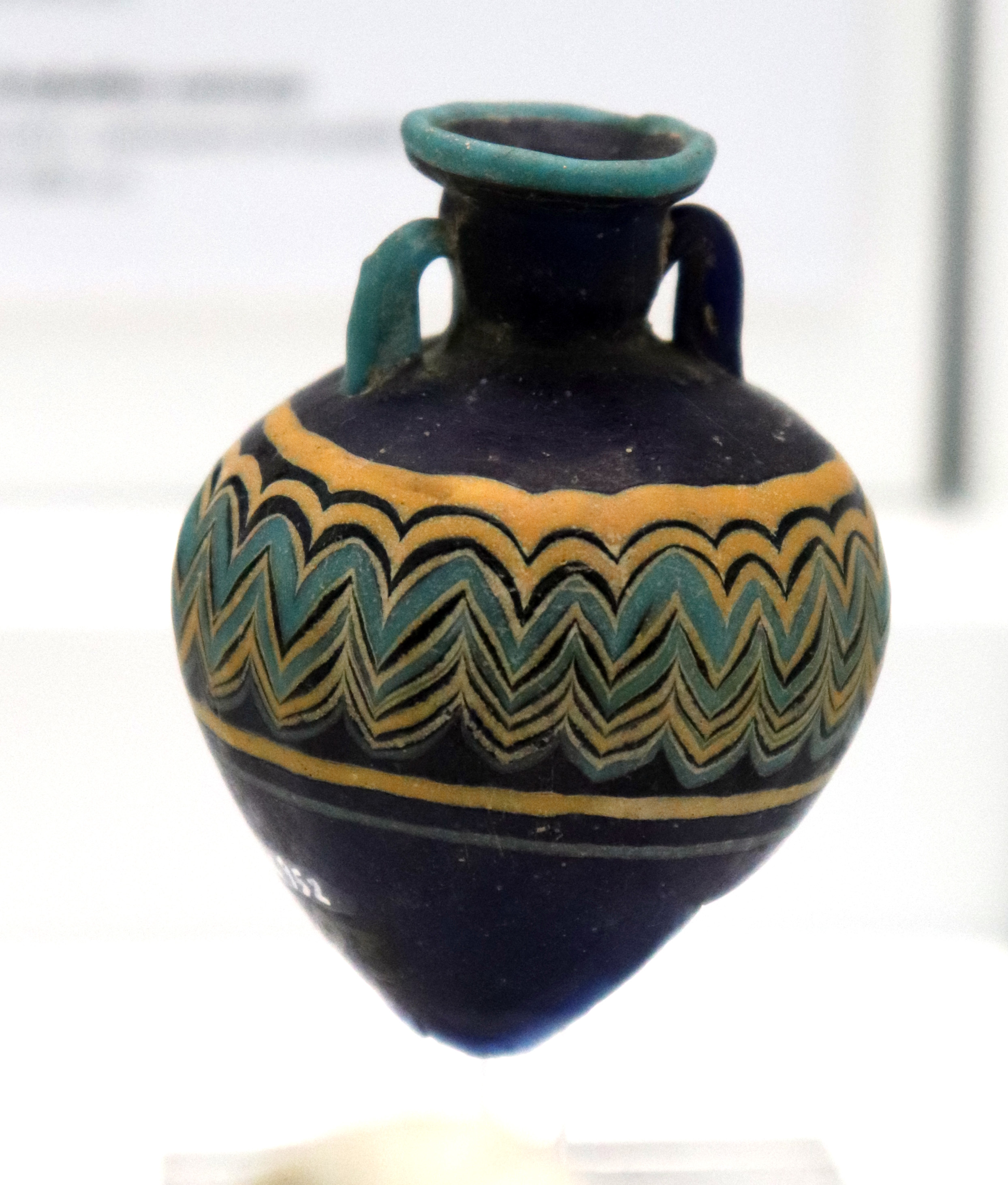
Alabastron (800-600 a.C.) in pasta vitrea policroma, rinvenuto a Locri e conservato presso il MArRC.
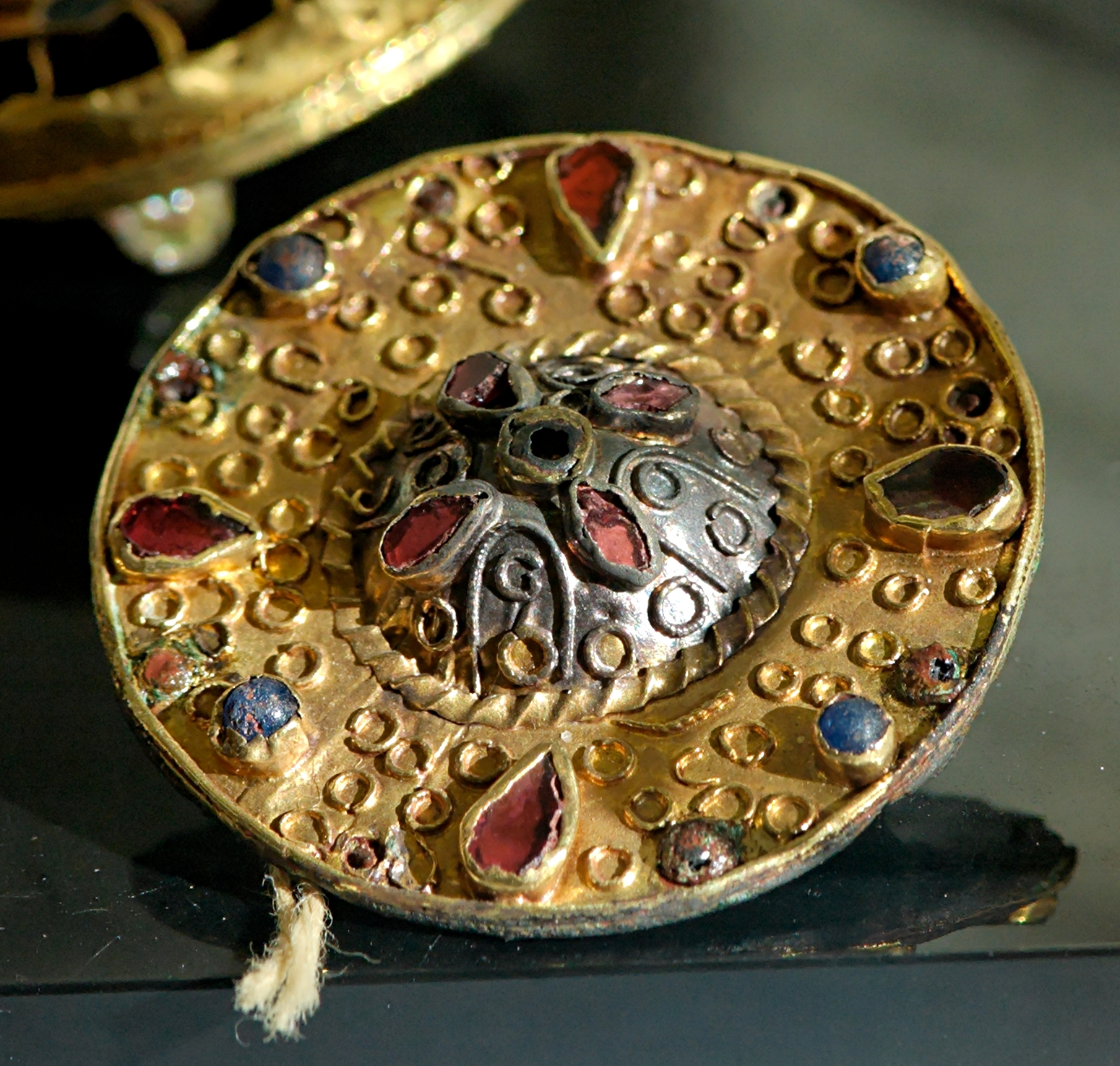
Fibula merovingia

### Pasta di vetro nell'età contemporanea

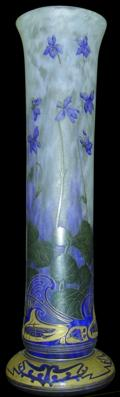
Vaso in pasta di cristallo della cristalleria Daum.

La pasta di vetro fu "riscoperta" tra la fine del XIX e l'inizio del XX secolo grazie al movimento Art Nouveau e alla scuola di Nancy. Risalgono proprio all'inizio del Novecento una serie di sperimentazioni autonome come quelle dell'artista Henry Cros (creatore di una pasta di vetro pressofusa vetrificata con la cottura), dei vetrai e ceramisti François Décorchemont e Georges Despret, di Almaric Walter, e di Gabriel Argy-Rousseau. Tuttavia, la sperimentazione sulla pasta vitrea ebbe vita breve perché fu presto abbandonata: a causa dello scoppio della prima guerra mondiale, prima, e della crisi economica scoppiata nel 1929, poi. 
Il merito di aver portato nuovamente alla ribalta la pasta di vetro fu di Jacques Daum: egli non solo decise di rilanciare l'omonima cristalleria attraverso la collaborazione con artisti contemporanei di grosso calibro come César, Roger Tallon e Salvador Dalí, ma anche di riprendere la produzione della pasta di vetro attualizzandone l'antica ricetta e la tecnica di produzione. La nuova ricetta previde l'aggiunta di circa un 30% di piombo alla base di silice, così da ottenere una pasta di cristallo, e il nuovo procedimento fu reso simile a quello della cera persa: 
1. lo scultore plasmava un modello (in argilla e molto dettagliato) che, una volta cotto, serviva a creava uno stampo in negativo;
2. lo stampo veniva poi riempito con della cera liquida che, una volta raffreddata, assumeva una forma identica a quella del modello originale;
3. l'oggetto in cera veniva poi annegato in del gesso refrattario e lasciato asciugare;
4. l'oggetto in gesso (con ancora l'anima in cera) veniva poi forato e posto in un forno a cuocere (in questo modo la cera si scioglieva e colava attraverso il foro) così da ottenere uno stampo negativo della scultura originaria, ma stavolta in gesso;
5. lo stampo in gesso veniva riempito di rottami di cristallo (di varie forme e colori, e in proporzioni precise) e fatto cuocere in forno a 900 °C per un periodo variabile tra i 10 e i 20 giorni, a seconda delle dimensioni;
6. fusi i rottami di cristallo si otteneva una scultura caratterizzata da sfumature variopinte e che, per essere liberata dallo stampo, ne comportava l'accurata rottura;
7. per finire l'oggetto così ottenuto veniva perfezionato (vi si incideva il marchio, il numero dell'edizione nel caso di serie limitate, e la firma dell'artista nel caso di edizioni d'arte).

## In architettura
La pasta di vetro è utilizzata anche in architettura, con scopo decorativo, per la creazione di piastrelle o tessere di mosaico per rivestimenti di muri interni (ad esempio nei bagni) o di muri esterni (facciate), o anche per la creazione di pavimentazioni in mosaico.

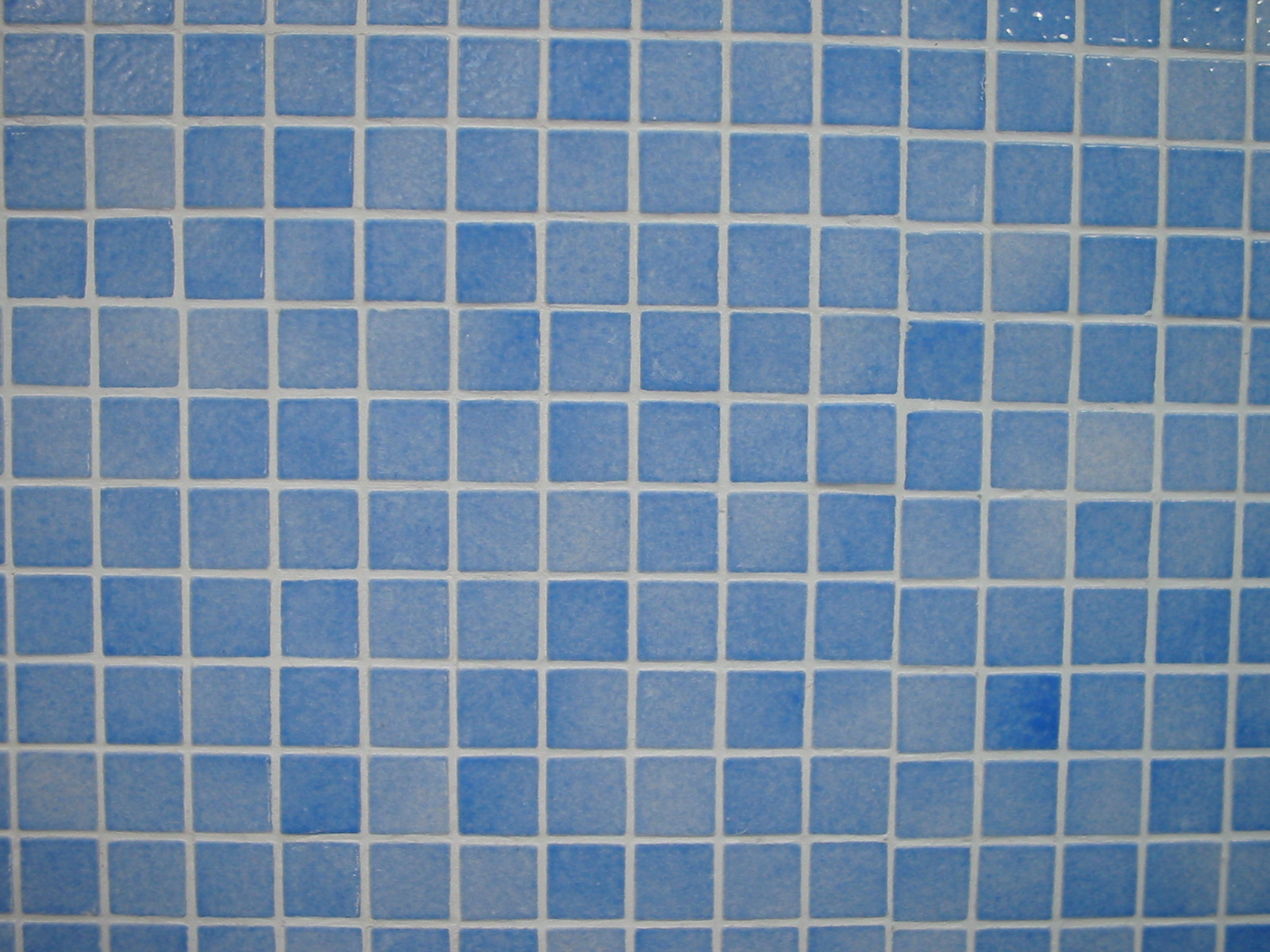
Piastrelle in pasta di vetro (La Grande Borne, Grigny).
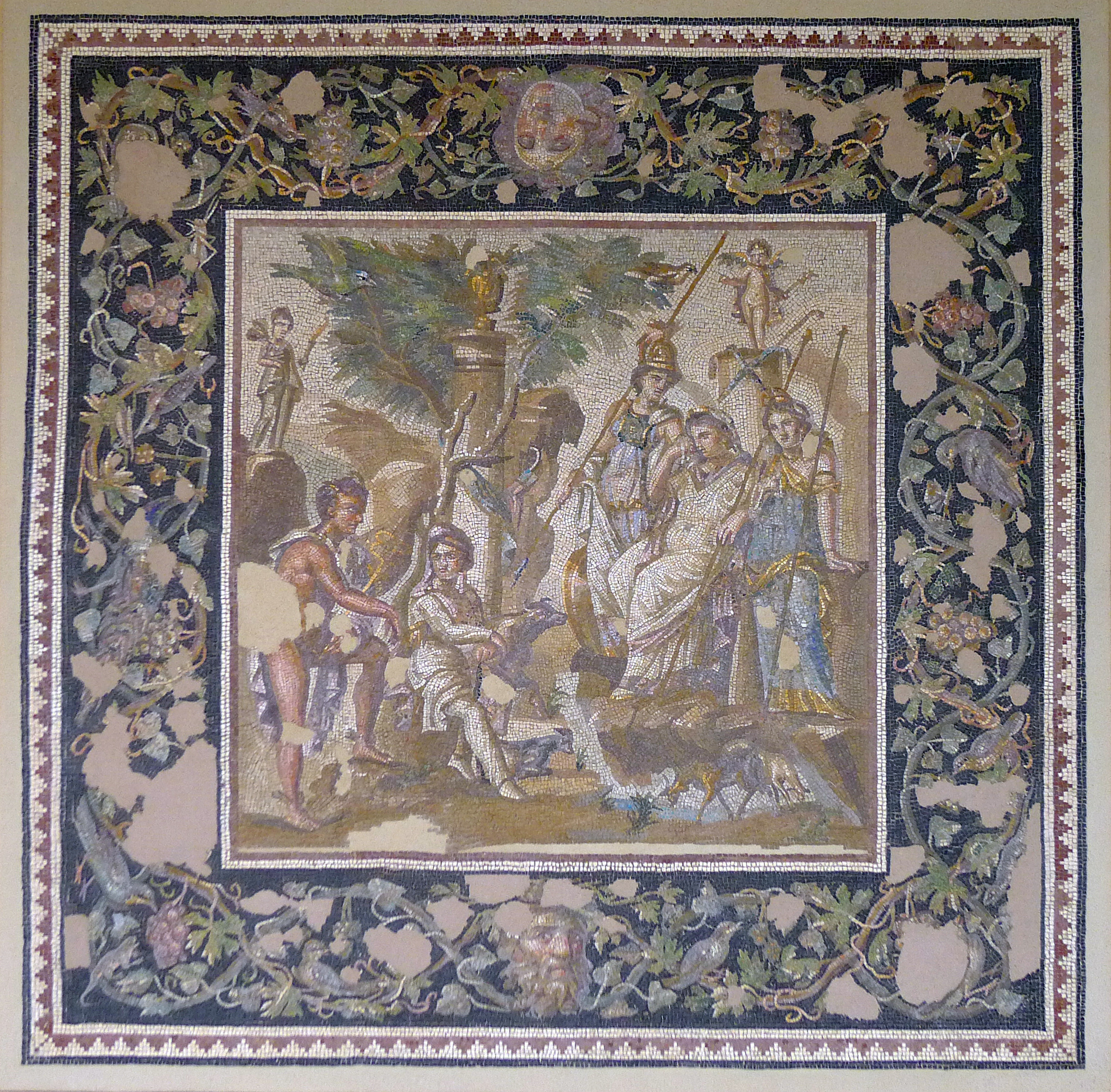
Mosaico romano in calcare, marmo e pasta di vetro conservato al Museo del Louvre